# Leave a Scar
Leave a Scar är den amerikanske metalsångaren Dee Sniders femte soloalbum, utgivet den 30 juli 2021. "Time to Choose" är en duett med George "Corpsegrinder" Fisher från Cannibal Corpse.

## Låtlista
1. I Gotta Rock (Again)
2. All or Nothing More
3. Down But Never Out
4. Before I Go
5. Open Season
6. Silent Battles
7. Crying for Your Life
8. In for the Kill
9. Time to Choose
10. S.H.E.
11. The Reckoning
12. Stand